# أوكوز محمد باشا
أوكوز محمد باشا (بالتركية: Öküz Mehmed Paşa)‏ كان الصدر الأعظم للدولة العثمانية في الفترة ما بين 17 أكتوبر 1614 حتى 17 نوفمبر 1616م.  يحمل رُتبة قبطان باشا. تُوفي في 1619م بمدينة القسطنطينية.

## أنظر أيضا
- قائمة قباطين البحر العثمانيين.